# Distretto di Senec
Il distretto di Senec (in slovacco: okres Senec) è un distretto della regione di Bratislava, nella Slovacchia occidentale.
Fino al 1918, il distretto era parte della contea ungherese di Bratislava.

## Geografia antropica
Il distretto è composto da 1 città e 28 comuni:

### Città
- Senec

### Comuni
- Bernolákovo
- Blatné
- Boldog
- Chorvátsky Grob
- Čataj
- Dunajská Lužná
- Hamuliakovo
- Hrubá Borša
- Hrubý Šúr
- Hurbanova Ves
- Igram
- Ivanka pri Dunaji
- Kalinkovo
- Kaplna

- Kostolná pri Dunaji
- Kráľová pri Senci
- Malinovo
- Miloslavov
- Most pri Bratislave
- Nová Dedinka
- Nový Svet
- Reca
- Rovinka
- Tomášov
- Tureň
- Veľký Biel
- Vlky
- Zálesie